# Kabellengte
Een kabellengte is een lengtemaat in de scheepvaart en bedraagt exact 185,2 m.
Toen de zeemijl werd vastgelegd op exact 1852 m, werd ook de kabellengte aangepast naar 1/10 van een zeemijl op 185,2 m.
De afstand tot andere schepen worden gegeven in zeemijlen en tienden van zeemijlen, kabellengtes.
In de spreektaal heeft men het over het algemeen over 'een kabel'.